# Megaphorus frustrus
Megaphorus frustrus là một loài ruồi trong họ Asilidae. Megaphorus frustrus được Pritchard miêu tả năm 1935. Loài này phân bố ở vùng Tân Bắc giới.